# Fahrsimulator für Binnengewässer
Ein Fahrsimulator für Binnengewässer ist ein aufwendiges computergestütztes Technologie-Verfahren zur Forschung im Bereich angewandter Technik und zur Ausbildung für Binnenschiffer.
Per Simulation realer Schiffstypen und nautischer Umgebungen können auch seltene und gefährliche Situationen kostengünstig eingeübt werden.
In Deutschland gibt es zurzeit zwei moderne Binnenschiffssimulatoren; ein weiterer steht in Rotterdam.
Im September 2006 wurde der modernisierte Radarsimulator an der Wasserschutzpolizei-Schule in Hamburg in Betrieb genommen. Hier werden seit dem alle Schiffsführer der Wasserschutzpolizeidienste Deutschlands und Frankreichs ausgebildet. Die Anlage besteht aus drei Fahrständen, an denen die Auszubildenden wirklichkeitsnah an echten Radargeräten und Fahrpulten mit Originalinstrumenten und Fahrhebeln operieren. Die Fahrt bei Nacht oder unsichtigem Wetter auf See- oder Binnenwasserstraßen kann unter beliebig vorgegebenen Bedingungen geübt werden. Die Anlage wurde zur Ausbildung für den Binnenbereich formal durch die Fachstelle der Wasser- und Schifffahrtsverwaltung für Verkehrstechniken (FVT) zugelassen, für den Seebereich hat der Germanische Lloyd (GL) den Radarsimulator zertifiziert. Gegenwärtig (2010) ist diese Anlage damit europaweit der einzige Simulator, der für die Radarfahrtausbildung und -prüfung im Binnenbereich zugelassen ist.
Der zweite Binnenschifffahrtssimulator steht seit dem 9. September 2008 in Duisburg. Der neuartige Flachwasserfahrsimulator „SANDRA“ (Akronym für Simulator for Advanced Navigation Duisburg Research and Application) wurde entwickelt vom Entwicklungszentrum für Schiffstechnik und Transportsysteme in Duisburg (DST). Die Fahrdynamik der virtuellen Übungsschiffe kann die Software nahezu realistisch nachbilden, weil bei der Entwicklung kapazitätsstarke Computercluster im DST das Verhalten der unterschiedlichen Schiffstypen berechneten und in Modellierungen einspeisten. Für die Forschung ist es interessant, damit zu testen, bei welcher Fahrweise spezifische Schiffe am wenigsten Treibstoff verbrauchen oder wie neue Hafenanlagen so geplant werden können, dass sie Schiffen eine optimale Einfahrt ermöglichen.

## Anwendung im Duisburger Schiffer-Berufskolleg
Das Zentrum der Anwendung ist eine voll ausgerüstete Kommandobrücke. Mit einem Blickwinkelbereich von maximal 210 Grad wird das Rundum-Sichtfeld des Fahrerstandes eines Binnenschiffs nachgebildet. Die angehenden Steuerleute der Binnenschifffahrt orientieren sich weniger an Kilometerständen als an Sichtmarkern wie Kirchen, Brücken und anderen markanten Landschaftskennzeichen. Sieben Projektoren ermöglichen eine detailreiche Abbildung der realen landschaftlichen Gegebenheiten und Bauten z. B. bei Hafeneinfahrten. Dahinter steckt in der Duisburger Anlage die Kapazität von 33 Rechnern.
Die Ausbildung der Binnenschiffer erfolgt mittels fünf Fahrständen, die einzeln, aber auch interaktiv genutzt werden können. Die Lehrer des Schiffer-Berufskollegs RHEIN können heikle Fahrsituationen einspielen, darunter starken Gegenverkehr, Wettereinflüsse, schwierige Strömungen und technische Instrumenten- oder Ruderausfälle. Simulierbar sind unter anderem auch Fahrten mit Passagierschiffen, im Schubverband oder mit bis zu 185 Meter langen Koppelverbänden. 
Neben der Fahrt auf Sicht unter Tageslichtbedingungen sind auch Nacht- und Radarfahrten simulierbar. SANDRA ermöglicht das gezielte Praxis-Training von Signal- und Lichtführungen sowie Übungen zum Funkverkehr.

## Belege
1. 1 2  Deutschlandradio Kultur vom 30. Dezember 2008: „Virtuelle Havarie“
2. ↑  Pressemitteilung der Firma Barco zur Inbetriebnahme des Radarsimulators (Seite nicht mehr abrufbar, festgestellt im April 2018. Suche in Webarchiven)  Info: Der Link wurde automatisch als defekt markiert. Bitte prüfe den Link gemäß Anleitung und entferne dann diesen Hinweis.
3. ↑  http://www.hamburg.de/hpj/ Hamburger Polizei Journal Nr. 10, Oktober 2006
4. ↑  WDR.de vom 9. September 2008: „Binnenschiffer üben auf dem Trockenen“
5. ↑  www.du.nw.schule.de: Einweihung am 9. September 2008 (Seite nicht mehr abrufbar, festgestellt im April 2018. Suche in Webarchiven)  Info: Der Link wurde automatisch als defekt markiert. Bitte prüfe den Link gemäß Anleitung und entferne dann diesen Hinweis.